# Луис Армстронг
Вижте пояснителната страница за други личности с името Армстронг.
Луис Даниъл Армстронг (на английски: Louis Daniel Armstrong), известен и с прякорите си Сачмо (уста като куфар), Сач и Попс, е американски джаз музикант, тромпетист, вокалист, композитор, една от най-влиятелните фигури в областта на музиката на 20 век, считан от мнозина за най-известния джаз изпълнител на 20 век. Той е харизматичен иновативен изпълнител, чиито музикални умения и ярка индивидуалност превръщат джаза от регионална танцова музика в популярна форма на изкуство. Първоначално Армстронг става известен като тромпетист, но е също така и един от най-влиятелните джаз певци и в края на кариерата си е по-известен като вокалист. От 1960 г. има звезда на Холивудската алея на славата. През 2017 година е въведен в Залата на славата на ритъм и блус.
Кариерата му трае от 1920-те до края на 1960-те. През 1929 г. Армстронг записва и широко популяризира песента „Когато се усмихваш“. В нея той призовава притиснатите от тежката икономическа криза американци да се усмихват. Изпълнението му завършва с тромпетно соло, в което няма импровизации, но то внушава убедително, че ако човек вложи усилие, ще победи. Любовта и уважението на американците към Армстронг се дължат до голяма степен на това негово изпълнение.
Летището на Ню Орлиънс носи името на Луис Армстронг.

## Биография

### Произход и младежки години
Самият Армстронг често твърди, че е роден на 4 юли 1900 година, дата, отбелязана в много биографии. Въпреки че той умира през 1971 година, едва в средата на 1980-те години, когато са намерени документи от кръщаването му, става известно, че истинска му рождена дата е 4 август 1901 година.
Армстронг е роден в много бедно семейство в Ню Орлиънс, щата Луизиана, като внук на роби. Прекарва детството си в бедния квартал на Ъптаун Ню Орлиънс, тъй като баща му Уилям Армстронг (1881 – 1922) изоставя семейството, когато Луис е бебе и заживява с друга жена. Майка му, Мери Албърт (1886 – 1942), оставя Луис и неговата по-малка сестра Беатрис Армстронг Колинс (1903 – 1987) на грижите на тяхната баба Жозефин Армстронг, а понякога и на чичо им Айзък. На петгодишна възраст Луис се връща да живее с майка си и нейните роднини, виждайки баща си единствено по паради.
Той посещава училището за момчета „Фиск Скуул“, където вероятно за пръв път се запознава с креолската музика. Изкарва по малко пари като продавач на вестници и търсейки изхвърлена храна, която продава на ресторантите, но това не е достатъчно и майка му се занимава с проституция. Луис прекарва много време в кварталните танцови салони, а за да печели някакви пари често пренася въглища в известния с бордеите си квартал Сторивил. На тези места той се запознава с разнородна музика, включително изпълнявана от известни музиканти като Кинг Оливър.
Около 1907 година Армстронг работи и за Карнофски, семейство литовски евреи, които се занимават с извозване на отпадъци и му дават временна работа. Знаейки, че живее без баща, те го прибират у дома си и се отнасят към него почти като към член на семейството. По-късно той описва отношенията си с тях, отбелязвайки тогавашната си изненада от това, че и те, подобно на негрите, са подложени на негативно отношение от останалите бели. До края на живота си той носи медальон с Давидова звезда и твърди, че се е научил от тях „как да живее истински живот и решителност“.
На 11 години Луис Армстронг напуска училище и се включва в момчешки квартет – пеят по улиците за пари. Корнетистът Бънк Джонсън твърди, че по това време е научил Армстронг да свири по слух, макар че в края на живота си Армстронг приписва заслугата на Кинг Оливър. Въпреки бедното си детство, той се отнася към този период от живота си по-скоро като към източник на вдъхновение: „Всеки път, когато затворя очи, надувайки този мой тромпет, гледам право в сърцето на добрия стар Ню Орлиънс… Той ми даде нещо, за което да живея.“.
Армстронг усъвършенства значително свиренето си на корнет в оркестъра на Нюорлиънския дом за цветнокожи бездомници, където е въдворяван многократно, за най-продължителен срок след като на Нова година стреля във въздуха с пистолета на баща си. Оркестърът се ръководи от професор Питър Дейвис, който след известно време прави Армстронг ръководител на бенда. Орекстърът на Дома свири на различни публични мероприятия из целия град и тринадесетгодишният Луис започва да привлича вниманието със своето свирене на корнет. На четиринадесет години той е освободен от дома, живее известно време с баща си и новата си мащеха, след това с майка си и накрая отново на улицата. Получава първата си работа в танцов салон, където се запознава с барабаниста Блек Бени, който се превръща в негов наставник. Денем пренася въглища, а вечер свири на корнет в салона.
Армстронг свири и в честите градски паради на брас бендове, а при всяка възможност слуша по-стари изпълнители, като Бънк Джонсън, Бъди Пети, Кид Ори и преди всичко Кинг Оливър. По-късно свири в брас бендове, работещи на параходите по Мисисипи, включително в ползващия се с добро име бенд на Фейт Марабъл. По-късно описва времето, прекарано с Марабъл, като „следване в университет“, тъй като то му дава много по-широк опит в работата с писани аранжименти.
През 1919 година замества заминалия за Чикаго Кинг Оливър като тромпетист в бенда на Кид Ори, като в същото време свири и в Тъксидо Брас Бенд. По това време той вече може да чете ноти и започва да изпълнява продължителни сола на тромпет, в които се усеща личния му стил, нещо необичайно за тромпетистите по това време. Той създава характерен саунд и започва да включва в изпълненията си също пеене и речитатив.

### Чикаго и първи записи
На 19 март 1920 година Луис Армстронг се жени за Дейзи Паркър. Двамата осиновяват тригодишния Кларънс Армстронг, син на братовчедка на Луис, която умира малко след раждането му. Кларънс е умствено болен в резултат от травма в ранна възраст и до края на живота си Луис Армстронг се грижи за него. Бракът с Дейзи Паркър не продължава дълго, а малко след развода им тя умира.
През 1922 година Армстронг става поредният нюорлиънски музикант, заминал за Чикаго, където е поканен от своя учител Кинг Оливър. Той се включва в неговия Криоул Джаз Бенд, което му дава достатъчни доходи, за да не е нужно да работи друго през деня. По това време Чикаго е в подем и, макар междурасовите отношения да не са особено добри, в града има изобилие от работни места за чернокожите, които получават добри заплати в заводите и могат да харчат за развлечения.
Бендът на Оливър е сред най-влиятелните джаз групи в Чикаго в началото на 20-те години на 20 век. Армстронг живее луксозно в собствен апартамент с първата си баня. Развълнуван, той пише писма до приятели в Ню Орлиънс. Първите му студийни записи са с Оливър за Gennett Records на 5 – 6 април 1923 г. Те изтърпяват няколко часа във влака до отдалечения Ричмънд, Индиана, а заплащането е ниско. Качеството на изпълненията е повлияно от липсата на репетиции, апаратурата за запис, лошата акустика и тясното студио. Освен това Ричмънд е свързан с Ку Клукс Клан.
Лил Хардин Армстронг го призовава да търси по-добро заплащане и да развива своя стил, освен влиянието на Оливър. Тя го насърчава да свири класическа музика в църковни концерти, за да разшири уменията си. Тя го подтиква да носи по-стилно облекло, за да компенсира обиколката му. Нейното влияние в крайна сметка подкопава отношенията на Армстронг с неговия наставник, особено що се отнася до неговата заплата и допълнителни пари, които Оливър задържа и не дава на Армстронг и други членове на групата.
Армстронг и Оливър се разделят по приятелски през 1924 г. Скоро след това Армстронг получава покана да отиде в Ню Йорк, за да свири с оркестъра на Флетчър Хендерсън, най-голямата афроамериканска група по онова време. Той сменя инструмента с тромпет, за да се слее с другите музиканти в неговата секция. Неговото влияние върху солиста на тенорния саксофон на Хендерсън, Колман Хокинс, може да бъде оценено чрез слушане на записите, направени от групата през този период.
Армстронг се адаптира към строгия контролиращ стил на Хендерсън, свири на тромпет и експериментира с тромбона. Останалите членове са повлияни от емоционалния стил на Армстронг. Неговият акт включва пеене и разказване на приказки за героите на Ню Орлиънс, особено проповедници. Оркестърът на Хендерсън свири на известни места само за патрони, включително за балната зала „Роузленд“, с аранжименти от Дон Редман. Оркестърът на Дюк Елингтън заминава за „Роузленд“, за да види спектаклите на Армстронг. Млади музиканти се опитват да го надсвирят, но разцепват устните си в опитите си.
През това време Армстронг прави записи с Кларънс Уилямс (приятел от Ню Орлиънс), Уилямс Блу Пет, Сидни Беше и блус певци Албърта Хънтър, Ма Рейни и Беси Смит.

### Петте готини и Седемте готини
През 1925 г. Армстронг се завръща в Чикаго до голяма степен по настояване на Лил, която иска той да разшири кариерата и доходите си. Публично, за негово разочарование, тя го обявява за „най-великия тромпетист в света“. За известно време той е член на Лил Хардин Амстронг бенд и работи за жена си. Създава „Луи Армстронг и неговите пет готини“ и записва хитове като „Potato Head Blues“ и „Muggles“. Думата „Muggles“ е жаргонен термин за марихуана, нещо, което той често използва по време на живота си.
Петте готини включва Кид Ори (тромбон), Джони Додс (кларинет), Джони Сир (банджо), Лил Армстронг на пиано и обикновено без барабанист. През дванадесетмесечния период, започващ през ноември 1925 г., този квинтет произвежда двадесет и четири записа. Неговите записи скоро след това с пианиста Ърл „Фатха“ Хайнс (най-известният им дует от 1928 г. „Weather Bird“) и тромпетното въведение на Армстронг и соло в „West End Blues“ остават едни от най-известните и влиятелни импровизации в джаз историята. Армстронг вече има свободата да развие личния си стил, както желаеше, което включваше тежка доза шикозен джайв, („Whip That Thing, Miss Lil“ и Mr. „Johnny Dodds, Aw, Do the Clarinet, Boy!“]
Армстронг също свири с Малката симфония на Ърскин Тейт, най-вече в театър Вендом. Те предоставят музиката към неми филми и концерти на живо, включително джаз версии на класическа музика, като например „Мадам Бътерфлай“, което дава опит на Армстронг с по-дълги музикални форми и с хостинг пред голяма аудитория. Започва да пее (импровизиран вокален джаз, използвайки безсмислени думи) и е сред първите, които записват този стил през 1926 г. с „Heebie Jeebies“. Записът е толкова популярен, че групата става най-известната джаз група в Съединените щати, въпреки че почти не са изнасяли концерти на живо. Младите музиканти от цялата страна, черни или бели, са възхитени от новия тип джаз на Армстронг.
След като се разделя с Лил, Армстронг започва да свири в Sunset Café за сътрудника на Ал Капоне, Джо Глейзер в оркестъра на Карол Дикерсън, с Ърл Хайнс на пиано, който е преименуван на Луис Армстронг и неговите любимци, макар Хайнс да е музикален директор, Глейзър управлява оркестъра. Хайнс и Армстронг стават бързо приятели и успешни сътрудници.
През първата половина на 1927 г. Армстронг прави групата Седемте готини, която добавя барабаниста Ал Бейби Додс и тубата на Пийт Бригс, като същевременно запазва по-голямата част от оригиналния си състав. Джон Томас заменя Кид Ори с тромбон. По-късно същата година организира поредица от нови сесии, които довеждат до още девет записа. През последната половина на 1928 г. той започва да записва с нова група: Зути Сингълтън (барабани), Ърл Хайнс (пиано), Джими Стронг (кларинет), Фред Робинсън (тромбон) и Манси Кар (банджо).

### Вокалист
Армстронг се завръща в Ню Йорк през 1929 г., където свири в оркестъра на музикалния театър „Hot Chocolates“, представление изцяло от черен състав, написано от Анди Разаф и пианиста Фатс Уолър. Той също така се изявява като вокалист, който редовно открадва шоуто с неговата интерпретация на „Ain't Misbehavin“. Неговата версия на песента става най-добре продавания му запис до този момент.
Армстронг започва да работи в нощния клуб „Кръчмата на Кони“ в Харлем, главен съперник на Памучния клуб, място за сложни сценични представления, но и лице на бизнеса на гангстера Дъч Шулц. Армстронг има значителен успех с вокални записи, включително версии на известни песни, композирани от стария му приятел Хоаги Кармайкъл. Неговите записи от 30-те години на 20 век се възползват пълноценно от новия RCA лентов микрофон, въведен през 1931 г., който придава характерна топлина на вокалите и веднага се превръща в присъща част от „крунър“ звука на артисти като Бинг Кросби. Известната интерпретация на Армстронг на „Stardust“ на Кармайкъл става една от най-успешните версии на тази песен записана някога, показвайки уникалния вокален звук и стил на Армстронг и неговия новаторски подход към пеенето на песни, които вече са станали стандарти.
Коренното преработване на песента „Lazy River“ на Сидни Ародин и Кармайкъл (записана през 1931 г.) показва много характеристики на неговия основополагащ подход към мелодията и фразирането. Песента започва с кратко соло на тромпет, след това основната мелодия се подема от ридаещи рупори, изпъстрени с намесите на Армстронг в края на всеки такт. В първия стих, той игнорира записаната мелодия изцяло и пее, сякаш свири соло на тромпет, поставяйки по-голямата част от първия ред на една нота и използвайки силно синкопирана фраза. Той се превръща в почти изцяло импровизирана мелодия, която след това се превръща в класически пасаж на Армстронговото „скат пеене“.
Както и при свиренето с тромпет, вокалните иновации на Армстронг са крайъгълен камък за изкуството на джазовата вокална интерпретация. Уникалното оцветяване на гласа му се превръща в музикален архетип, който е имитиран и интерпретиран безкрайно. Неговият стил на пеене е обогатен от несравним опит като тромпетист солист. Неговият резонансен, кадифен тон с по-нисък регистър и бълбукащи каденции оказват огромно влияние върху по-младите бели певци като Бинг Кросби.

### Тежки времена
Голямата депресия от началото на 30-те години на 20 век е особено тежка за джаз сцената. Памучният клуб е затворен през 1936 г. след дълга низходяща спирала, а много музиканти престават да свирят като цяло, тъй като клубните срещи се изпаряват. Бикс Байдербек умира само на 28 години и групата на Флетчър Хендерсън се разпада. Кинг Оливър прави няколко записа, но общо взето има трудности. Сидни Бекет става шивач, а по-късно се премества в Париж, докато Кид Ори се завръща в Ню Орлиънс и отглежда пилета.
Армстронг се премества в Лос Анджелис през 1930 г., за да търси нови възможности. Той свири в Новия памучен клуб в Лос Анджелис с Лайнъл Хамптън на барабани. Групата привлича холивудската тълпа, която все още може да си позволи разточителен нощен живот, докато радиопредаванията от клуба са свързани с по-младата публика вкъщи. Бин Кросби и много други знаменитости са редовни в клуба. През 1931 г. Армстронг се появява в първия си филм, „Бивша любима“ и също е осъден за притежание на марихуана, но получава условна присъда. Връща се в Чикаго в края на 1931 г. и свири в бендове и прави няколко записа. Когато мафията настоява Армстронг да напусне града, той посещава Ню Орлиънс, посрещнат е като герой и вижда стари приятели. Спонсорира местен бейзболен отбор, известен като „Тайните девет на Армстронг“ и пура е назована с неговото име. Скоро той отново е на път. След обиколка из страната, следен от мафията, той бяга в Европа.
След завръщането си в Съединените щати, предприема няколко изтощителни обиколки. Необичайното поведение на неговия агент Джони Колинс и собственото му харчене оставят Армстронг без пари. Нарушаването на договори го преследва. Той наема Джо Глейзър като негов нов мениджър, който има връзки с мафията и който започва да оправя правната бъркотия, проблемите с мафията и дълговете. Армстронг също започва да изпитва проблеми с пръстите и устните си, които се влошават от неговия нетрадиционен стил на свирене. В резултат на това той прави първите си театрални изяви. Появява се отново във филми. През 1937 г. Луис Армстронг заменя Руди Вали в радиомрежата на CBS и става първият черен американец, който е домакин на спонсорирано национално излъчване на радиопредаване.

### All Stars
След като прекара много години на пътя, Армстронг се установява за постоянно в Куинс, Ню Йорк през 1943 г. с четвъртата си съпруга, Люсил. Въпреки че е подложен на превратностите на Тин Пан Але и на гангстерския музикален бизнес, както и на расови предразсъдъци, той продължава да развива кариерата си.
През следващите 30 години Армстронг изиграва над 300 представления годишно. Резервациите за големи групи намаляват през 40-те години на 20 век поради промени в обществените вкусове: балните зали са затворени и има конкуренция от страна на телевизията и от други видове музика, които стават по-популярни. При тези обстоятелства става невъзможно да се финансира 16-групов състав за турнета.
През 40-те години на 20 век широкото възраждане на интереса към традиционния джаз от 20-те години на 20 век дава възможност на Армстронг да обмисли връщане към малкия групов музикален стил от младостта си. След изключително успешен джаз концерт в малка група в Нюйоркската зала на 17 май 1947 г. с участието на Армстронг, мениджърът на Армстронг, Джо Глейзър разпуска бенда на Армстронг на 13 август 1947 г. и създава група от шест души с традиционен джаз група с участието на топ музиканти, повечето от които са лидери на големи групи. Новата група е обявена на откриването на Супер клуба на Били Бърг.
Тази група се нарича „Луи Армстронг и неговите звезди“ и е включвала в различни времена Ърл „Фатха“ Хайнс, Барни Бигард, Едмонд Хол, Джак Тигърдън, Тръми Янг, Арвел Шоу, Били Кайл, Марти Наполеон, Биг Сид Катлет, Кози Коул, Тайри Глен, Барет Диймс, Морт Хърбърт, Джо Даренсбърг, Еди Шу и перкусионистът Дани Барселона. През този период Армстронг прави много записи и се появява в над тридесет филма. Той е първият джаз музикант, който се появява на корицата на списание Тайм, на 21 февруари 1949 година.

### Последни години
През 50-те години на 20 век Армстронг е обичана американска икона и посланик на културата, който има международна база от почитатели. Но между него и младите джаз музиканти, които се появяват в следвоенната епоха, като Чарли Паркър, Майлс Дейвис и Сони Ролинс, се забелязва все по-голяма пропаст. Следвоенното поколение смята музиката за абстрактно изкуство и водевилският стил на Армстронг, полу-музикант и полу-сценичен артист е остарял като чичо Том и е нещо, от което тези артисти се срамуват. Докато обикаля Австралия през 1954 г., той е попитан дали може да свири бибоп. „Бибоп?“ – отсича той. „Просто свиря музика. Момчета, които измислят подобни понятия, вървят по улиците с инструментите си под мишница.“
През юни 1950 г. Сузи Делер репетира песента „C'est si bon“ с Еме Барели и неговия оркестър в казиното в Монте Карло, където Луи Армстронг приключва вечерта. Армстронг се наслаждава на песента и записва американската версия в Ню Йорк на 26 юни 1950 г. През 1960-те той обикаля Гана и Нигерия.
След като завършва договора си с Дека Рекърдс, той става артист на свободна практика и записва за други лейбъли. Армстронг продължава с интензивни международни турнета по график, но през 1959 г. претърпява инфаркт в Италия и трябва да си почине.
През 1964 г., след повече от две години без да стъпи в студио, той записва най-продаваната си плоча, „Hello, Dolly!“, песен на Джери Хърман, първоначално изпята от Керъл Ченинг. През декември 1963 г. Луис Армстронг прави демозапис на „Hello, Dolly!“ с цел промотиране на спектакъла, поставен на Бродуей. През януари Кап Рекърдс издава демоверсията на Армстронг като комерсиален сингъл. Тази версия на Армстронг остава в американската класация на Билборд „Хот 100“ в продължение на 22 седмици, по-дълго от който и да е друг, произведен през същата година, и стига до номер 1, когато Луис Армстронг е на 62 години, 9 месеца и 5 дни, най-старият човек, постигнал този резултат. Той прекъсва владичеството на Бийтълс и ги изтласква от първата позиция, която са заемат в продължение на 14 последователни седмици със серия от три последователни хита под номер 1. „Hello, Dolly!“ се превръща в най-големия хит в кариерата на Армстронг, който е последван от едноименен албум със златен търговски статут.
Продължава да обикаля през 60-те години на 20 век, дори да посещава част от комунистическия блок през 1965 г. Той също обикаля Африка, Европа и Азия с подкрепата на Държавния департамент на САЩ с голям успех. През 1968 г. той наближава 70 и здравето му започва да се влошава. Претърпява сърдечни и бъбречни заболявания, които го принуждават да спре обиколките си. Той изобщо не се представя пред публика през 1969 г. и прекарва по-голямата част от годината в дома си. Междувременно умира неговият дългогодишен мениджър Джо Глейзър. През лятото на 1970 г. неговите лекари обявяват, че е достатъчно възобновен за изпълнения на живо. Той се впуска в ново световно турне, но сърдечен удар го принуждава да си вземе почивка за два месеца отново.
Армстронг прави последния си албум през 1968 г. „Disney Songs the Satchmo Way“

### Смърт
Против съветите на лекаря си, Армстронг поема двуседмичен ангажимент през март 1971 г. в Имперската стая на хотел Уолдорф-Астория. В края на представлението е хоспитализиран с пореден инфаркт. Той е пуснат от болницата през май и бързо възобновява свиренето и репетициите на тромпета си. Все още с надежда да се върне към турнета, Армстронг умира от сърдечен удар в съня си на 6 юли 1971 г., месец преди 70-ия си рожден ден. Той се намира в Корона, Куинс, Ню Йорк по време на смъртта си. Погребан е в гробището Флашинг в Куинс, Ню Йорк.
На поклонението и на погребението като почетни личности присъстват Бинг Кросби, Ела Фицджералд, Дизи Гилеспи, Пърл Бейли, Каунт Бейзи, Хари Джеймс, Франк Синатра, Ед Съливан, Ърл Уилсън, Алън Кинг, Джони Карсън и Дейвид Фрост. Пеги Лий пее Господната молитва в службата, докато Ал Хиблър пее „Никой не знае неприятностите, които виждам“, а Фред Робинс, дългогодишен приятел на музиканта, произнася възхвалителното слово.